# Jonathan Johansson (musiker)
Jonathan Olof Romano Johansson, född 29 augusti 1980 i Fosie församling, Malmöhus län, är en svensk musiker och singer-songwriter. Han har kontrakt med skivbolaget Sony Music, men var tidigare signad till Hybris.

## Biografi
Jonathan Johansson är son till konstnären Janeric Johansson och skolledaren Eva Johansson. Han har två syskon och är uppväxt i Malmö.
2008 slog Johansson igenom med singeln "En hand i himlen", och i februari 2009 släpptes albumet med samma titel. 2009 fick han nomineringarna Årets nykomling på Grammisgalan och Årets artist på P3 Guld. På P3 Guld-galan samma år uppträdde Johansson med låten "Aldrig ensam". I oktober 2011 släpptes albumet Klagomuren, som fick tre Grammisnomineringar: Årets pop, Årets textförfattare och Årets producent (Johan Eckeborn). 

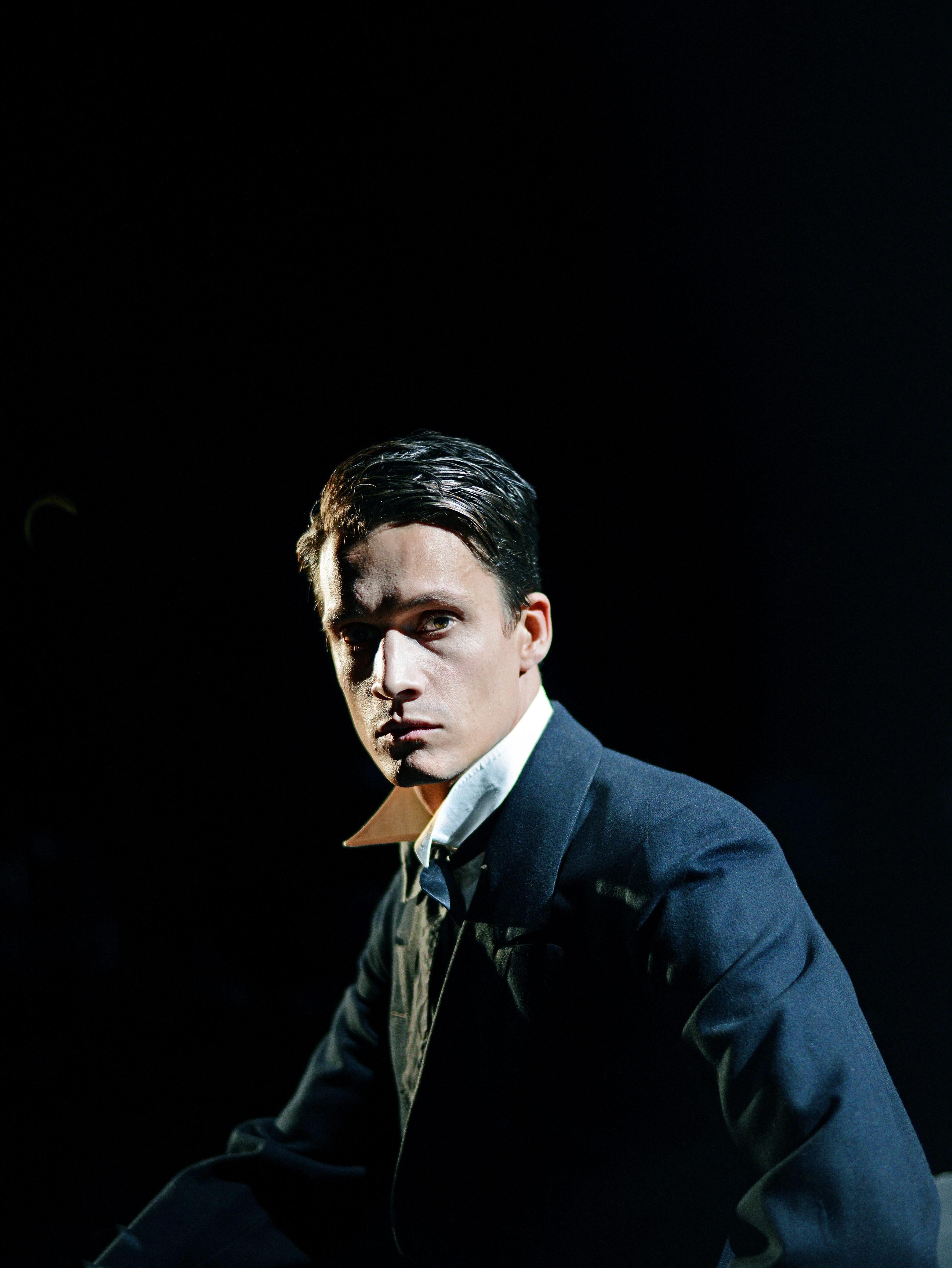
Jonathan Johansson i uppsättningen av Dracula.

Tillsammans med låtskrivarpartnern och producenten Johan Eckeborn komponerade Johansson 2012 musiken till teateruppsättningen Dracula på Uppsala Stadsteater, där Johansson också medverkade som skådespelare i föreställningen. I oktober 2013 släppte duon albumet Ett språk för dom dömda, som baseras på uppsättningen av Dracula. I oktober 2014 släpptes singeln "Ny/Snö", och under våren 2015  albumet Lebensraum!, som snittade med betyget 4,1 enligt kritiker.se.
Johansson är systerson till entreprenören Dan Olofsson och kusin till Andreas Olofsson som var gitarrist i bandet The Animal Five.

## Diskografi

### Studioalbum
- 2005 – OK, ge mig timmarna (släppt under namnet Jonathan Och Hjältar) (Eckwork Records)
- 2009 – En hand i himlen (Hybris)
- 2011 – Klagomuren (Hybris)
- 2013 – Ett språk för dom dömda (S:t C / Sony)
- 2015 – Lebensraum! (S:t C / Sony)
- 2016 – Love & Devotion (S:t C / Sony)
- 2020 – Scirocco
- 2022 – Om vi får leva
- 2025 – Vita skelett & vita pärlor

### Singlar
- 2003 – "Ta ifrån mej" på samlingsalbumet Nålens öga (Hemlandssånger)
- 2008 – "En hand i himlen" (Hybris)
- 2009 – "Aldrig ensam" (Hybris)
- 2011 – "Blommorna" (Hybris)
- 2011 – "Stockholm" (Hybris)
- 2012 – "Centrum" (Hybris)
- 2013 – "Den brända jorden" (S:t C / Sony)
- 2014 – "Ny/Snö" (S:t C / Sony)
- 2015 – "Alla helveten" (S:t C / Sony)
- 2015 – "Lätt att släcka 98" (S:t C / Sony)
- 2016 – "Real Thing" (S:t C / Sony)
- 2016 – "No Rest for Me" (S:t C / Sony)
- 2016 – "Sommarkläder" (S:t C / Sony)
- 2016 – "Vem av alla" (S:t C / Sony)
- 2019 – "För oss" (S:t C / Sony)
- 2020 – "7 april" (S:t C / Sony)
- 2020 – "Är du passionerad?" (S:t C / Sony)
- 2020 – "Come Whatever, Come What May" (S:t C / Sony)
- 2021 – "Klipporna är fortfarande varma" (S:t C / Sony)
- 2022 – "På Boulevarden" (S:t C / Sony)
- 2024 – "Vem?" (Sony)
- 2024 – "Antikens Under" (Sony)
- 2025 – "Fyllda Av Sommar" (Sony)

## Utmärkelser
- 2003 – Ted Gärdestadstipendiet
- 2009 – P3 Guld: Nominerad till Årets artist
- 2009 – Grammis: Nominerad till Bästa nykomling
- 2011 – Grammis: Nominerad till Årets pop, Årets textförfattare och Årets producent (Johan Eckeborn)
- 2015 – Grammis: Nominerad till Årets album, Årets textförfattare och Årets producent (Johan Eckeborn)